# Isla La Tortuga
La Tortuga es una isla en el Mar Caribe perteneciente a Venezuela, incluida geográficamente en las Antillas Menores y administrativamente forma parte de las dependencias federales venezolanas. Está conformada por una isla mayor y varios islotes y cayos más pequeños.

## Historia

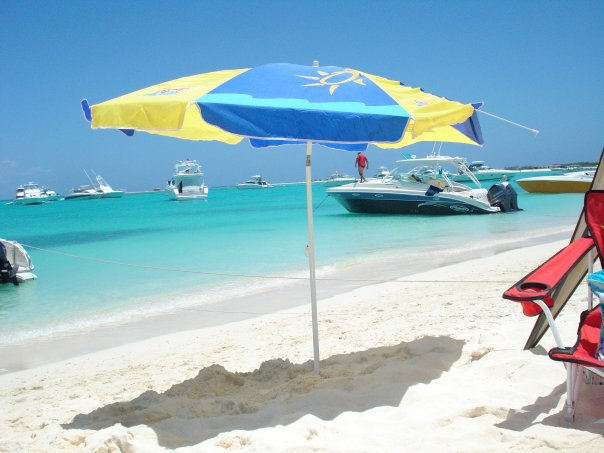
La isla también es una atracción turística.

Mucho antes de la conquista europea la isla fue visitada por amerindios de la costa de Venezuela para explotar sus recursos naturales entre los cuales figuran la sal, los peces y las tortugas marinas. El nombre de la isla deriva de las numerosas tortugas marinas que llegan anualmente a desovar en sus largas y arenosas playas. La isla no debe ser confundida con la Isla de la Tortuga, en Haití, que es la más nombrada en la literatura de la piratería del siglo XVII.
Fue visitada por holandeses que explotaban las salinas del este de la isla, a partir de 1624 y que fueron expulsados definitivamente en 1638 cuando el gobernador de Cumaná, Benito Arias Montano, junto con sus tropas y aliados indígenas destruyó sus instalaciones y anegó el salar.
En 1871 pasó a formar parte del denominado archipiélago Colón y en 1938 es integrado a las Dependencias Federales.
Desde entonces no ha tenido población permanente y por su localización y morfología, ha permanecido secularmente en el olvido, lo que la convierte en uno de los últimos parajes semivírgenes de Venezuela.
En las últimas décadas se han establecido pequeños poblados o rancherías relacionadas con las actividades turísticas, en 2007 se planteó la posibilidad de realizar diversas obras para impulsar el turismo, pero la Asamblea nacional ordenó paralizarlas con el argumento de que se podría dañar el frágil ecosistema de la isla, por lo que el turismo se realiza básicamente sin una infraestructura adecuada.
Entre 2014 y 2015 el ministerio de Turismo de Venezuela anunció una serie de obras en la Isla La Tortuga y la Blanquilla que tendrían un enfoque ecológico y que pretenderían atraer el turismo internacional. Incluyendo obras para posadas tipo full day, un aeropuerto,  muelle multimodal, restaurantes, enfermería, puntos de información, planta de energía y centro de procesamiento de residuos e instalaciones para servicios diversos. La isla fue cerrada al público durante una temporada para iniciar un proceso de limpieza y derribo de estructuras ilegales y/o improvisadas establecidas previamente.
A partir de 2018 se permitieron las primeras visitas al nuevo complejo turístico en Playa Caldera en Punta Delgada en la Isla Principal de La Tortuga, las instalaciones incluyen un nuevo muelle y un gran cartel con el nombre de Venezuela. 

## Geografía
Está en el sur del Mar Caribe a los 65º 18´ oeste y 10° 55´ norte, a unos 85 km de Río Chico (Miranda), estado Miranda; a 170 km de Caracas; a 140 km de la Isla de Margarita; a unos 85 km de la laguna de Unare en el estado de Estado Anzoátegui y a 120 km del estado de Nueva Esparta. La forma de la isla es similar a una elipse de 12 km medidos de norte a sur y 25 km de este a oeste. Posee junto con los cayos adyacentes aproximadamente 156,60 km² (15 660 hectáreas) de extensión, lo que la convierte en la segunda isla oceánica más grande en cuanto a tamaño de Venezuela, después de Margarita.
La Tortuga conforma un grupo de islas que incluye:7 
- Islas Los Tortuguillos,[9] con las islas de Tortuguillo del Este y Tortuguillo del Oeste;
- Cayo Herradura[9]

Incluye además otros bajos o formaciones:
- Bajo de Los Palanquines[10]
- Cayos de Ño Martín[9]
- Islote El Vapor[9]
- Cayos de Punta de Ranchos[9]

Es muy visitada por aves migratorias y pescadores que frecuentan la isla entre los meses de septiembre y abril. Durante esta época se pueden capturar especies como corocoros, rayas, meros, pargos y langostas.
Es una isla casi desértica: sus únicos habitantes temporales son pescadores margariteños y mirandinos; recientemente el gobierno central construyó un aeropuerto, una planta desalinizadora, carreteras y vías de acceso y un conjunto de hoteles con la intención de atraer el turismo.

## Política y gobierno
La isla de la tortuga es una dependencia federal, y como tal, según la Ley orgánica de las Dependencias Federales de 1938, aún en vigencia, todo lo relativo al gobierno y administración de dichas dependencias corresponde directamente al Gobierno Nacional (Art. 3). Están bajo la administración de la Dirección Nacional de Coordinación del Desarrollo Fronterizo y de las Dependencias Federales. No está bajo la jurisdicción de ningún estado ni municipio, por lo que no posee ni gobernador ni alcalde, ni ningún tipo de autoridad electa. La Armada de Venezuela mantiene pequeños puestos y realiza la vigilancia de sus costas.

## Economía y turismo
La Tortuga está prácticamente deshabitada, aunque curiosamente se pueden encontrar algunos chivos asilvestrados que dejaron los antiguos colonos holandeses. Ocasionalmente la visitan pescadores artesanales en temporadas propicias, procedentes de la Isla de Margarita y poblaciones cercanas del continente, como por ejemplo Higuerote a 85 km al sudoeste. En la actualidad está adquiriendo algún protagonismo el turismo privado, por lo general a bordo de veleros y lanchas deportivas, así como por vía aérea hasta una pequeña pista de uso libre mantenida por los mismos usuarios.
De los tres cayos mencionados, los dos más meridionales son llamados Los Tortuguitas, y casi se tocan entre sí; el situado más al norte es una lengua de arena conocida por su forma como La Herradura. De unos 1600 metros de longitud, su ancho varía entre 60 y 400 metros, posee algunas zonas pobladas por arbustos bajos, y su hermosa y tranquila playa interna forma una bahía donde suelen llegar visitantes a bordo de veleros y lanchas con fines de esparcimiento. También llegan grupos de buceo que desde este punto realizan pequeñas incursiones a las barreras de coral y a los taludes del sur de la isla principal.
El gobierno de Venezuela, en los albores del siglo XXI inició estudios para desarrollar turísticamente la isla como un "paraíso exclusivo": se estima un beneficio promedio de 500 dólares de estancia por día y pasajero. Está prevista la construcción de un puerto y un aeropuerto nacional, así como 4000 a 5000 plazas hoteleras y urbanizaciones varias, estimándose una inversión inicial de capital mixto de entre 30 y 60 millones de dólares, aunque algunas valoraciones alcanzan los 300 millones. Estos proyectos se basan en la declaración de zona de interés turístico que se aplicó a la isla en 1974 (decreto 1625) y culmina en 2005 —Gaceta Número 38 179— en el que la Presidencia de la República por Decreto N.° 3448, dicta el Plan de Ordenamiento y Reglamento de Uso de las Zonas de Utilidad Pública y de Interés Turístico, Dependencias Federales: Isla La Tortuga, Islas Las Tortuguillas, Cayo Herradura y Los Palanquines.

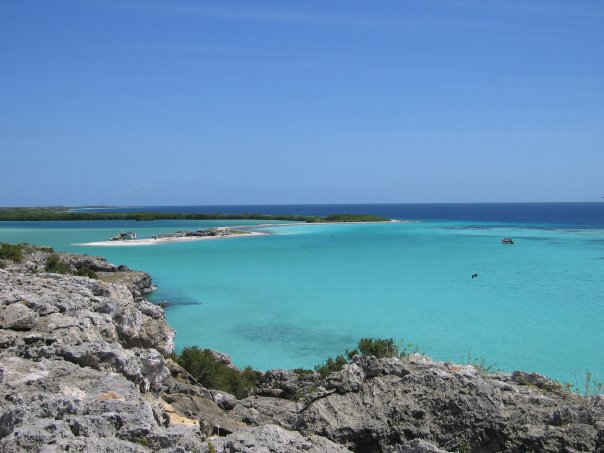
Piscina natural en la Isla de la Tortuga

## Sitios turísticos
- Punta Delgada o Punta del Este: posee dos playas principales: Playa Caldera y Playa El Yaque, en Playa Caldera se encuentra un muelle turístico y un gran letrero con el nombre de Venezuela, además de un complejo turístico Ecológico. Caldera recibe mayor oleaje directo del mar.
- Punta Oriental
- Bahía Carenero
- Cayo Herradura: es uno de los cayos más populares asociados a la Isla de La Tortuga por sus playas y los azules de sus costas se ha vuelto una atracción popular.
- Los Tortuguillos

## Transporte
La isla carece de vías asfaltadas y el transporte en la isla se realiza por vía marítima, utilizando lanchas y otras embarcaciones. No posee aeropuertos pero sí una pista rudimentaria. Para acceder a la isla generalmente se debe realizar un viaje desde la costa del estado Miranda o de la costa de Puerto La Cruz, estado Anzoategui, y recientemente se estableció un servicio de cruceros desde de La Guaira, como parte de un recorrido por varias islas caribeñas venezolanas. También se puede visitar desde la Isla de Margarita, específicamente partiendo de la población de Boca de Pozo o Macanao.
Se debe tener especial prudencia al partir desde Higuerote, ya que la zona posee corrientes fuertes y un oleaje considerable, amén del riesgo que implica navegar justo por encima de la Fosa de Cariaco.
Actualmente la forma de llegar a la Isla la Tortuga, comercialmente hablando, es a través de embarcaciones tipo lancha deportiva y yate (las embarcaciones tipo peñero son normalmente utilizadas por pescadores)
Normalmente el punto de salida tradicional se hace desde Higuerote, aunque también se hacen traslados desde Puerto la Cruz y ocasionalmente desde la Isla de Margarita y aproximadamente puede tardar entre 2 a 3 horas de duración, según las condiciones climáticas del momento (Olas y viento) que pueden afectar el tiempo de recorrido.
Una forma excepcional para poder llegar era a través de aviones privados y el vuelo se hacía desde Higuerote, Charallave, La Carlota en Caracas o El Metropolitano. Charallave, Durante muchos años fue una de las formas más populares usadas, pero actualmente los vuelos hacia la Tortuga están restringidos por el INAC Instituto Nacional de Aeronáutica Civil en Venezuela.